# Бледа
Бле́да (ср.-греч. Βλήδας, лат. Bleda; убит в 444) — правитель гуннов в 434—444 годах, брат и соправитель Аттилы.

## Биография

### Происхождение
Отец Бледы Мундзук был из царского рода гуннов, а братья Мундзука — Октар (или Оптар) и Руа (или Роас, Руга, Ругила) — были правителями гуннов. О Мундзуке ничего не известно кроме того, что он был отцом Бледы и Аттилы.
Византийский дипломат и историк Приск Панийский сообщал о епископе арианской веры (вероятно, германце) с таким именем, посланном византийским императором Маркианом около 456 года к королю вандалов Гейзериху для переговоров. Прокопий Кесарийский упоминал гота Бледу в войске Тотилы. Однако Иордан отмечал, что варвары легко заимствовали имена у соседних племён. Емельян Прицак указывал на тюркскую этимологию имени, связывая с корнем *bil — «знать». Он писал, что огурская вариация *bildä > blidä является когнатом общетюркского *bilgä («ученый, мудрец, знающий»). Корейский академик и историк Hyun Jin Kim также считал тюркскую этимологию более вероятной.

### Правление
В 434 году после смерти Руа его племянники Бледа и Аттила стали правителями гуннов. Вероятно, Бледа был старшим из братьев, так как «Галльская хроника 452 года» под 434 годом сообщает только его имя как наследника Ругилы: «Rugila Rex Chunorum, cum quo pax firmata, moritur, cui Bleda succedit».
Не сохранилось свидетельств о том, как именно братья делили власть. Историк Д. Б. Бьюри предположил, что Бледа правил на востоке гуннских владений, в то время как Аттила воевал на западе. В то же время в записях Приска Панийского братья в период совместного правления принимали решения и участвовали в переговорах с Римской империей совместно.
В 441—442 годах гунны под руководством Аттилы и Бледы захватили бо́льшую часть византийской провинции Иллирик. Византийский полководец Аспар возглавлял войска империи во Фракии, его шут Зеркон был захвачен гуннами и обрёл нового хозяина в лице Бледы. Во фрагменте из несохранившегося полностью труда Приска Панийского сообщается об отношении Бледы к своему шуту Зеркону, и этот фрагмент содержит наиболее полную дошедшую до нашего времени информацию о личности самого Бледы.
Бледа обожал Зеркона, хотя Аттила терпеть не мог вида карлика с деформированными ногами. Когда Зеркон сбежал вместе с другими пленниками, Бледа приказал искать только его. Зеркона привели назад в цепях, но, только увидев его, Бледа рассмеялся и простил любимца, а потом подарил ему в качестве жены знатную женщину.
В 444 году по хронике современника событий Проспера Аквитанского Аттила убил брата: «Аттила, царь гуннов, Бледу, брата своего и соратника по царству, убил и его народы вынудил себе повиноваться». Более поздний хронист 2-й половины VI века Марцеллин Комит датировал гибель Бледы 445 годом, а в «Галльской хронике 452 года» это событие помещено под 446 годом.

## Бледа в эпосе и массовой культуре
- Бледа стал одним из героев германской саги «Песнь о Нибелунгах», сложенной в XII веке. Он действует под именем Бледель: «Высокородный Бледель, что Этцелю [Аттиле] был брат». В героической саге Бледель погибает в бою от меча бургундов.
- Бледа также стал известным героем в венгерской литературе под именем Буда. В первых венгерских хрониках XIII века Аттилу сделали родоначальником венгерских королей, но и до этого в средневековой историографии венгров отождествляли с гуннами, опираясь на фонетическое сходство этнонимов в латинском языке. В XIX веке венгерский поэт Арань Янош (Arany János) написал поэму «Смерть короля Буды», в которой Буда основал одноимённый город Буда (район современного Будапешта) и выделил в управление половину своего королевства младшему брату Аттиле. Однако ссора между женой Аттилы Ильдико и женой Буды Гынгивер[12] закончилась тем, что Аттила убил Буду, захватив всю власть в гуннском королевстве.
- В американском фильме 1954 года «Знак язычника[англ.]» роль Бледы исполнил Лео Гордон.
- Бледа показан в историческом фильме «Аттила — завоеватель» (США, 2001 г.), где эту роль исполнил Томми Флэнаган.